# Finale de la Coupe d'Europe des vainqueurs de coupe 1992-1993
La finale de la Coupe d'Europe des vainqueurs de coupe 1992-1993  est la 33e finale de la Coupe d'Europe des vainqueurs de coupe, organisée par l'UEFA. Ce match de football a lieu le 12 mai 1993 au Stade de Wembley à Londres, en Angleterre.
Elle oppose l'équipe italienne de Parme aux Belges du Royal Antwerp. Le match se termine par une victoire des Parmesans sur le score de 3 buts à 1, ce qui constitue leur premier sacre dans la compétition et leur premier titre européen.
Vainqueur de la finale, Parme est à ce titre qualifié pour la Supercoupe d'Europe 1993 contre l'AC Milan, finaliste de la finale de la Ligue des champions, qualifié en raison de la suspension de l'Olympique de Marseille.

## Parcours des finalistes
Note : dans les résultats ci-dessous, le score du finaliste est toujours donné en premier (D : domicile ; E : extérieur).
| Parme AC        | Parme AC | Parme AC  | Parme AC  |                     | Royal Antwerp   | Royal Antwerp   | Royal Antwerp | Royal Antwerp |
| --------------- | -------- | --------- | --------- | ------------------- | --------------- | --------------- | ------------- | ------------- |
| Adversaire      | Total    | Aller     | Retour    |                     | Adversaire      | Total           | Aller         | Retour        |
| Újpest FC       | 2 - 1    | 1 - 0 (D) | 1 - 1 (E) | Seizièmes de finale | Glenavon FC     | 2 - 2 3 - 1 tab | 1 - 1 (E)     | 1 - 1 ap (D)  |
| Boavista FC     | 2 - 0    | 0 - 0 (D) | 2 - 0 (E) | Huitièmes de finale | Admira Wacker   | 7 - 6           | 4 - 2 (E)     | 3 - 4 ap (D)  |
| Sparta Prague   | 2 - 0    | 0 - 0 (E) | 2 - 0 (D) | Quarts de finale    | Steaua Bucarest | 1E - 1          | 0 - 0 (D)     | 1 - 1 (E)     |
| Atlético Madrid | 2E - 2   | 2 - 1 (E) | 0 - 1 (D) | Demi-finales        | Spartak Moscou  | 3 - 2           | 0 - 1 (E)     | 3 - 1 (D)     |

## Finale
| 12 mai 1993 | Parme AC                                 | 3 – 1 | Royal Antwerp | Stade de Wembley, Londres                               |                                                         |
| 19h15 BST   | Minotti 9e · Melli 30e · Cuoghi (en) 84e |       | Severeyns 11e | Spectateurs : 37 393 Arbitrage : Karl-Josef Assenmacher | Spectateurs : 37 393 Arbitrage : Karl-Josef Assenmacher |
| 19h15 BST   | Rapport                                  |       |               | Spectateurs : 37 393 Arbitrage : Karl-Josef Assenmacher | Spectateurs : 37 393 Arbitrage : Karl-Josef Assenmacher |

|  |  |

| GK            | 1  | Marco Ballotta           |     |     |
| SW            | 4  | Lorenzo Minotti          |     |     |
| CB            | 6  | Georges Grün             |     |     |
| CB            | 5  | Luigi Apolloni           |     |     |
| RWB           | 2  | Antonio Benarrivo        |     |     |
| LWB           | 3  | Alberto Di Chiara        | 32e |     |
| CM            | 8  | Daniele Zoratto          |     | 26e |
| CM            | 10 | Stefano Cuoghi (en)      |     |     |
| CM            | 9  | Marco Osio               |     | 75e |
| CF            | 7  | Alessandro Melli         |     |     |
| CF            | 11 | Tomas Brolin             |     |     |
| Remplaçants : |    |                          |     |     |
| GK            | 12 | Marco Ferrari (en)       |     |     |
| DF            | 13 | Salvatore Matrecano (en) |     |     |
| MF            | 14 | Gabriele Pin             |     | 26e |
| MF            | 15 | Fausto Pizzi             |     | 75e |
| FW            | 16 | Faustino Asprilla        |     |     |
| Entraîneur :  |    |                          |     |     |
| Nevio Scala   |    |                          |     |     |

| GK            | 1  | Stevan Stojanović           |     |     |
| RB            | 2  | Wim Kiekens (en)            |     |     |
| CB            | 3  | Nico Broeckaert             | 82e |     |
| CB            | 4  | Rudi Taeymans (en)          |     |     |
| LB            | 5  | Rudi Smidts                 |     |     |
| RM            | 6  | Dragan Jakovljević          |     | 51e |
| CM            | 7  | Ronny van Rethy (en)        |     |     |
| CM            | 10 | Hans-Peter Lehnhoff         |     |     |
| LM            | 8  | Didier Segers               | 65e | 82e |
| CF            | 9  | Francis Severeyns           | 37e |     |
| CF            | 11 | Alexandre Czerniatynski     |     |     |
| Remplaçants : |    |                             |     |     |
| GK            | 16 | Wim De Coninck              |     |     |
| DF            | 12 | Geert Emmerechts            |     |     |
| MF            | 13 | Garry De Graef (en)         |     |     |
| MF            | 14 | Patrick Van Veirdeghem (en) |     | 51e |
| FW            | 15 | Noureddine Moukrim          |     | 82e |
| Entraîneur :  |    |                             |     |     |
| Walter Meeuws |    |                             |     |     |